# Мері Джейн Вотсон
Мері Джейн Вотсон (англ. Mary Jane Watson), часто скорочується як Ем-Джей (англ. MJ) — персонажка коміксів про Людину-Павука видавництва Marvel Comics, створена Стеном Лі.
Попри те, що вперше Мері Джейн з'явилася в The Amazing Spider-Man #25 (червень 1965), її обличчя не було показане аж до The Amazing Spider-Man #42 (листопад 1966). Перша поява Мері Джейн вважається одним з найбільш культових дебютів в історії коміксів, завдяки тому, що творці довгий час готували ґрунт для її введення в основний сюжет, вогняно-рудого волосся, а також через відоме висловлювання: «Визнай, тигр… тобі дуже пощастило!».
Спочатку, будучи головною кандидатурою тітки Мей на роль дівчини для її племінника, рудоволоса тусівщиця Ем-Джей позиціонувалася як конкурентка Гвен Стейсі. Хоча між нею і Пітером зав'язалися стосунки на короткий час, вони ухвалили рішення розійтися, оскільки Пітер вважав її яскраву, веселу і безтурботну натуру надто поверхневою, тоді як Ем-Джей не була готова будувати щось серйозне. Проте після трагічної смерті Гвен Стейсі Мері Джейн, вже зріла і серйозна, стала найдорожчою людиною в житті Пітера. Зрештою, вони одружилися.
Завдяки яскравому образу Мері Джейн отримала загальне визнання як найпопулярніший персонаж Marvel, що не володіє супер-здібностями, а також стала однією з найвідоміших дівчат-супергероїнь.
За сюжетом «класичної» версії коміксів була одружена з Людиною-павуком. Мері Джейн зайняла 43 місце в списку «Сто найсексуальніших жінок коміксів».

## Історія публікацій
Перша згадка про Мері Джейн відбулася в The Amazing Spider-Man #15 (серпень 1964), а всі наступні згадки здійснювалися в рамках постійного жарту серії, що зводився до того, що тітка Пітера Паркера намагалася відправити племінника на побачення наосліп з «племінницею Анни Вотсон». Паркер постійно знаходив виправдання, щоб не бачитися з Мері Джейн, яка, за винятком її короткої появи в The Amazing Spider-Man #25, не з'являлася на сторінках серії аж до The Amazing Spider-Man #42. У 2010 році Пітер Девід заявив, що художник Джон Роміта-старший «нарешті повноцінно представив Мері Джейн, витягнувши її з-за великої рослини в горщику (через яку читачі не бачили її обличчя в #25) і помістивши на панель коміксу в сцені, яка знайшла культовий статус». Роміта-старший зазначив, що при створенні образу Мері Джейн він надихався героїнею Енн-Маргрет з фільму «Поки, пташка», взявши за основу її особистість і зовнішність, зокрема, руде волосся і обтислий одяг.
За словами одного з творців персонажки Стена Лі, він і Роміта хотіли, щоб Гвен Стейсі була єдиною і постійною дівчиною Людини-павука, і ввели Мері Джейн в сюжет «лише для веселощів», проте «якимось чином Мері Джейн, здавалося б, володіла власною особистістю, і, як би сильно ми не намагалися зробити Гвен більш привабливою, у нас нічого не вийшло! Ми самі відчували, що Мері Джейн виявилася не тільки більш привабливою, але і більш яскравою і цікавою, і ми нарешті вирішили дозволити Пітеру „розставити всі крапки над і“ з нею, але це відчувалося… ніби персонаж одержав верх!». Ініціали «Мері Джейн» і «Ем-Джей» також є поширеними сленговими термінами для позначення марихуани. Коли Стена Лі попросили прокоментувати цю ситуацію, він заявив, що це випадковий збіг, а сам він ніколи не знав про це і ніколи в житті не пробував марихуану.
Джеррі Конвей замінив Лі на посаді основного сценариста серії The Amazing Spider-Man в 1972 році. Конвей зробив Мері Джейн однією з центральних персонажів сюжету, і з цього моменту вона стала головним любовним інтересом Пітера Паркера. Як і Лі, Конвей прийшов до висновку, що Мері Джейн була більш об'ємною персонажкою, ніж Гвен: «у Мері Джейн був стрижень, що зробило її цікавою персонажкою, тоді як у Гвен він був відсутній. Вона була просто хорошою людиною. Я не думаю, що в ній була присутня хоч крапля жорстокості, і вона не змогла б якось нашкодити Пітеру через своє марнославство, що було б цілком в дусі Мері Джейн, — та сама особливість, яка робить її набагато більш цікавою персонажкою».
У 1987 році Мері Джейн одружилася з Паркером, їх весілля відбулося в The Amazing Spider-Man Annual #21. Як наслідок, сценарист Джей Ем ДеМеттьєс акцентував на цій темі увагу у своїй сюжетній лінії Kraven's Last Hunt, опублікованій того ж року, що й сюжет про весілля. Джей Ем ДеМеттьєс прокоментував: «останнє полювання Крейвена було наповнене похмурістю, проте історія в першу чергу була про Пітера, його подорож у світ і про силу простої людської любові. Причина, з якої Пітер бере верх, полягає в тому, що в його житті є Мері Джейн, в цьому і полягає його порятунок».
Головний редактор Marvel Джо Кесада заявив, що після укладення шлюбу персонажі старіють, що робить їх менш цікавими для юної глядацької аудиторії, а їх шлях перестає бути драматичним, проте він також зазначив, що «розлучення, вдівство або визнання шлюбу недійсним тільки погіршують ситуацію». За словами Кесади, сюжет 1987 року The Wedding! стався через рішення редактора Джима Шутера, дзеркально протилежне планам Стена Лі щодо коміксів про Людину-павука і початку випуску комікс-газети для залучення нового покоління читачів. У 2007 році Кесада виступив ініціатором і художником скандально відомого сюжету Spider-Man: One More Day, де шлюб Пітера Паркера і Мері Джейн Вотсон був викреслений з історії демоном Мефісто, що викликало невдоволення у фанатському співтоваристві. Сам Кесада зізнався, що є завзятим шанувальником відносин Пітера і Ем-Джей, і в кількох інтерв'ю стверджував, що в альтернативній реальності MC2 вони щасливі в шлюбі, що є «природним підсумком» для цих персонажів.
Стирання шлюбу Пітера і Ем-Джей з історії було спочатку адаптовано в газетній смузі Стена Лі, однак через негативну реакцію читачів він підніс цю подію як поганий сон. Таким чином, в коміксі-газеті Мері Джейн залишається у шлюбі з Людиною-павуком.

## Біографія

### Рання історія
У перших випусках серії The Amazing Spider-Man був регулярний жарт про те, як Пітер постійно ухиляється від спроб тітки Мей познайомити його з «тією милою дівчиною Вотсон по сусідству», вважаючи, що вона не в його смаку, раз сподобалася тітці. У графічному романі «паралельні життя» з'ясовується, що Мері Джейн мала аналогічні побоювання. Перша поява Мері Джейн відбулася в The Amazing Spider-Man #25 (червень 1965), проте її зовнішність була прихована. Тим не менш, її побачили Ліз Аллан і Бетті Брант, які здивувалися красою дівчини. Повноцінно Мері Джейн дебютувала в The Amazing Spider-Man #42 (листопад 1966). Пітер зустрів її на останній сторінці номера, де втратив дар мови від краси нової знайомої, тоді як Мері Джейн сказала фразу, що стала культовою: «Визнай, тигре… тобі крупно пощастило!».
Пітер почав зустрічатися з нею, до великого роздратування Гвен Стейсі. Проте врешті вони розділили взаємне роздратування одне одним, і згодом Пітер почав відносини з Гвен. Мері Джейн, яка близько року зустрічалася з Гаррі Озборном, закріпилася в ролі близької подруги Пітера і Гвен.
Незважаючи на життєлюбність, вміння заводити друзів і романтичну натуру, Мері Джейн не хотіла прив'язуватися до кого-небудь на тривалий термін. Коли її стосунки з Гаррі Озборном підійшли до кінця, розставання особливо сильно вплинуло на нього, і він пристрастився до наркотиків. Це, в свою чергу, призвело до непередбачених наслідків, зокрема до божевілля батька Гаррі, Нормана Озборна, який на якийсь час повернувся до особистості Зеленого Гобліна.
Незабаром після цього Мері Джейн ненадовго зникла, а Пітер в цей час зустрічався з кількома дівчатами, в тому числі з Деброю Вітман і Феліцією Гарді (Чорною Кішкою). Незабаром Мері Джейн повернулася з Флориди, де була з сім'єю, і дуже зблизилася з Пітером, оскільки у обох були проблеми в сім'ї і житті. Одного разу Мері Джейн знайшла у Пітера в шафі павучий костюм і все зрозуміла (після того, як Пітер втомився брехати їй щодо своєї відсутності, коли бився з Пумою).

### Шлюб
Дізнавшись його секрет, Ем-Джей не втерпіла і зізналася, що давним-давно знає його таємницю, і вирішила відкритися йому, розповіла про своє життя, де вона виросла в неблагополучній родині і з дитинства була змушена носити маску веселощів, щоб не втратити глузд від переживань. Після цього вони зрозуміли, що стали дуже дорогі одне одному. Так почалася їх любов, Пітер знову запропонував їй шлюб, і незабаром відбулося весілля в коміксі (Amazing Spider-Man Annual #21). Після цього пара переїхала в нову квартиру, але щастя було недовгим. Мері Джейн викрав її заможний шанувальник Джонатан Кезер. Після її втечі і ув'язнення Кезера йому все ж вдалося використати свій вплив, щоб її вигнали з модельного бізнесу. Мері Джейн знайша роботу в серіалі «Таємний госпіталь». Там вона заробляла більше, ніж Пітер своїми фотографіями, через що Паркер сильно комплексував. Життя Мері Джейн ставало все гіршим. У місті буяв Карнаж, їй довелося зіткнутися з Веномом. У сюжеті Сага про клонів Пітер постійно ігнорував її, вона стала практично «дружиною поліцейського», постійно чекаючи повернення додому чоловіка, що постійно ризикував життям. Мері Джейн стала надзвичайно нервовою і засмиканою.